# Lüchtringen
Lüchtringen ist ein nordöstlicher Stadtteil von Höxter im Kreis Höxter, Nordrhein-Westfalen (Deutschland) und die bevölkerungsreichste Ortschaft der Stadt.

## Geographie
Lüchtringen ist im Kreis Höxter neben Würgassen der einzige Ort rechts der Weser und befindet sich am Westfuß des Sollings im Oberen Wesertal zwischen Höxter im Südwesten und Holzminden im Nord-Nordosten auf 94 m ü. NN. Es wird etwa in Ost-West-Richtung vom kleinen Otterbach durchflossen, der einen östlichen Weserzufluss darstellt.

## Geschichte

Lüchtringen in der Nachbarschaft von Schloss Corvey (seit 2015 UNESCO-Welterbe)

Im Jahre 854 wird Lüchtringen unter dem Namen Lutringi (12 verschiedene Schreibweisen, u. a. Luhtringi, Luchtringi), zum ersten Mal in den Annalen des Klosters Corvey erwähnt. 1060 gibt es bereits Höfe in Lüchtringen. In einer weiteren Urkunde wird erwähnt, dass im Jahr 1060 in Lutringi im Augagau die Ernte in die Scheune des Abtes Saracho von Rossdorf gebracht wurde. 1261 wird der Ritter Lambert von Lüchtringen (ca. 1225–1283) urkundlich erwähnt, der Güter und Höfe in dem Dorf besitzt. Im Wappen führt er einen fünfarmigen Leuchter mit Helmzier, auf das heute das seit 1952 bestehende Wappen des Ortes zurückgeht. Das Geschlecht ließ sich bis 1469 nachweisen und hatte viele hohe Ämter in der Stadt Höxter inne, wie Bürgermeister, Ratsmann, Konsul, Gildemeister für Schneider, Kürschner und Schmied. In Lüchtringen ist der Lambertweg nach ihm benannt.
Oberhalb von Lüchtringen existierte eine in Lehnbriefen des 14. Jahrhunderts erwähnte Weserinsel.
Im Dreißigjährigen Krieg überquerten im April 1634 sechs kaiserliche Kavallerieregimenter bei Lüchtringen die Weser und rückten über Holzminden bis nach Bevern vor. Diese wurden dann von dem schwedischen General James King in Bevern wieder zurückgeschlagen. Von 1794 bis 1803 gehört Lüchtringen zum Bistum Corvey und der Kirchenprovinz Mainz. Ab 1803 gehört der Ort zum Fürstentum Corvey, das wiederum zum Fürstentum Oranien-Nassau-Fulda unter Wilhelm I. mit Sitz in Fulda gehörte.
Von 1807 bis 1813 gehörte Lüchtringen zum Königreich Westphalen, in dem die Gemeinde verwaltungstechnisch von Corvey und Höxter getrennt und dem Departement der Leine mit Regierung in Göttingen zugeteilt wurde. Dort gehörte Lüchtringen zum Kanton Fürstenberg im Distrikt Einbeck. Am 18. Januar 1806 wurde im Corveyer Intelligenzblatt (Amtsblatt) die damals in Lüchtringen durchgeführte Volkssitte indirekt untersagt, bei der bei einer Hochzeit nach dem Ja-Wort in der Kirche der Bräutigam mit Prügel- und Faustschlägen aus der Kirche begleitet wurde. 1808 wurde die Landstraße Holzminden-Fürstenberg östlich von Lüchtringen als Chaussee ausgebaut. Sie bildet heute die niedersächsische Landesstraße 550.
Das gesamte Gebiet des ehemaligen Fürstentums Corvey einschließlich Lüchtringen wurde 1813 von Preußen besetzt und 1815 auf dem Wiener Kongress auch völkerrechtlich Preußen zugesprochen. 1816 kam die Gemeinde zum neuen Kreis Höxter, in dem sie zum Amt Höxter-Albaxen gehörte, aus dem im 20. Jahrhundert das Amt Höxter-Land wurde.
1824 wurde unterhalb der Ortschaft bei Kilometer 73,7 der „Lüchtringer Kopf“, eine hohe, mit Weiden bewachsene Insel innerhalb des Weserstromes durch Sperrwerke an das rechte Ufer angeschlossen und das linke befestigt. 1865 erhält Lüchtringen einen Haltepunkt an der Bahnstrecke Altenbeken–Kreiensen. 1871 wird die Friedenseiche neben dem Kreuz von Gabriel Krekeler von Kriegsheimkehrern aus dem Deutsch-Französischen Krieg im Ortskern gepflanzt. Diese ging 1878 ein und eine neugepflanzte Eiche hielt bis zum Jahr 2001. Auch ein Sandsteinkreuz an der Kapelle im Murrwinkel wurde errichtet. Im Oktober 1876 erhielt der Ort einen Bahnanschluss an der zweiten Bahnstrecke Holzminden–Scherfede. 1880 wird ein Standesamt eingerichtet, das bis zur Verwaltungsreform 1970 bestand.
Im Zweiten Weltkrieg stürzt im Sommer 1943 ein deutsches Bomberflugzeug vom Typ Heinkel He 111 ab. Dabei kamen die fünf Besatzungsmitglieder ums Leben. Am 21. Februar 1944 stürzte ein US-Bomberflugzeug vom Typ Boeing B-17 bei Lüchtringen ab, wobei vier Besatzungsmitglieder getötet wurden. Im April 1945 wird der Ort von US-Soldaten eingenommen.
Durch das Gesetz zur Neugliederung des Kreises Höxter Gemeindereform verliert Lüchtringen am 1. Januar 1970 seine Selbständigkeit, das Amt Höxter-Land wird aufgelöst ebenso das Standesamt in Lüchtringen. Seitdem ist Lüchtringen Ortsteil zur Stadt Höxter. Mehrere Straßen werden umbenannt, darunter die Bahnhofstraße in Westfalenstraße, die Grabenstraße in Lambertweg und die Traubenstraße in Weinstraße.
Der letzte Bürgermeister von Lüchtringen, Wilhelm Beverungen (geb. 1915) wird nach der Kommunalreform bis 1989 zum stellvertretenden Bürgermeister der Stadt Höxter.
1971 erfolgt die Auflösung der katholischen Hauptschule, es verbleibt die Katholische Grundschule.
Im Oktober 1971 erfolgt nach einem Gebietsänderungsvertrag zwischen den Bundesländern Nordrhein-Westfalen und Niedersachsen die Eingliederung des vormals auf Holzmindener Seite gelegenen Otterbach-Gebietes zu Lüchtringen im Tausch gegen Gebiete am Stahler Ufer in Stahle, dadurch wurden 112 Einwohner Neubürger von Lüchtringen und der Stadt Höxter.
Im August 1977 wird eine 180 m lange Weserbrücke fertiggestellt und der bisher dahin durchgeführte Fährbetrieb im Dezember 1977 eingestellt.

### Bevölkerungsentwicklung

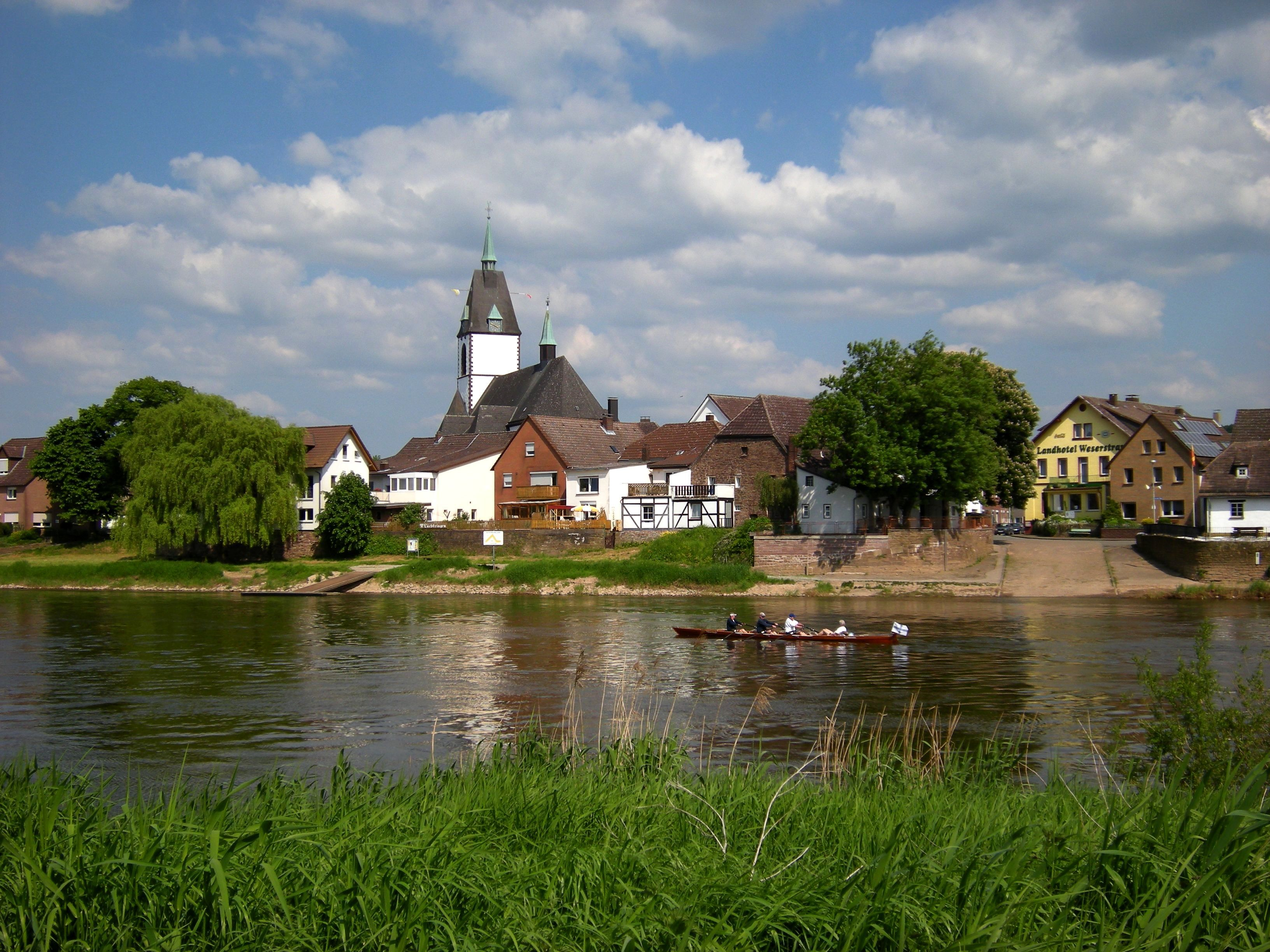
Lüchtringen (2008)

| Jahr       | Einwohner | Quellen |
| ---------- | --------- | ------- |
| 1550       | 451       |         |
| 1649       | 394       |         |
| 1700       | 846       |         |
| 1716       | 1054      |         |
| 1819       | 1654      |         |
| 1825       | 1717      |         |
| 1832       | 1840      |         |
| 1846       | 1929      |         |
| 1855       | 1725      |         |
| 1882       | 1742      |         |
| 1885       | 1589      | [ 4 ]   |
| 01.12.1910 | 1790      | [ 5 ]   |
| 1928       | 2158      |         |
| 1933       | 2229      | [ 4 ]   |
| 1939       | 2173      | [ 4 ]   |
| 1951       | 2855      |         |
| 06.06.1961 | 2530      | [ 6 ]   |
| 31.12.1967 | 2933      |         |
| 31.12.1969 | 3078      |         |
| 1977       | 3594      |         |
| 1978       | 3522      |         |
| 1979       | 3603      |         |
| 1984       | 3639      |         |
| 1997       | 3700      |         |
| 23.06.1998 | 3428      |         |
| 31.12.2003 | 3544      | [ 7 ]   |
| 31.12.2005 | 3534      | [ 7 ]   |
| 31.12.2006 | 3509      | [ 7 ]   |
| 31.12.2007 | 3442      | [ 7 ]   |
| 30.06.2008 | 3423      | [ 7 ]   |
| 31.12.2009 | 3248      | [ 7 ]   |
| 31.12.2010 | 3252      |         |
| 30.06.2011 | 3246      |         |
| 31.12.2012 | 3243      |         |
| 31.12.2013 | 3207      |         |
| 31.12.2015 | 2991      |         |
| 31.12.2016 | 3004      | [ 8 ]   |
| 31.12.2017 | 2930      | [ 9 ]   |
| 31.12.2020 | 2938      | [ 1 ]   |

## Politik

### Ehemalige Gemeindevertreter/Ortsvorsteher
- 000?–1819: Johann Heinrich Buch
- 1819–1831: Johann Christoph Krekeler
- 1831–1863: Wilhelm Drüke
- 1863–1869: Friedrich Moll
- 1869–1881: Anton Harten
- 1881–1885: Friedrich Korte
- 1885–1887: Heinrich Heine
- 1887–?000: Eduard Harten
- 1920–?000: Bernhard Hasselhorst
- 000?–1945: Adam Struck
- 1945–?000: Franz Heine

### Ehemalige Bürgermeister
- 1960–1964: Alfons Witte
- 1964–1970: Wilhelm Beverungen

## Verkehr

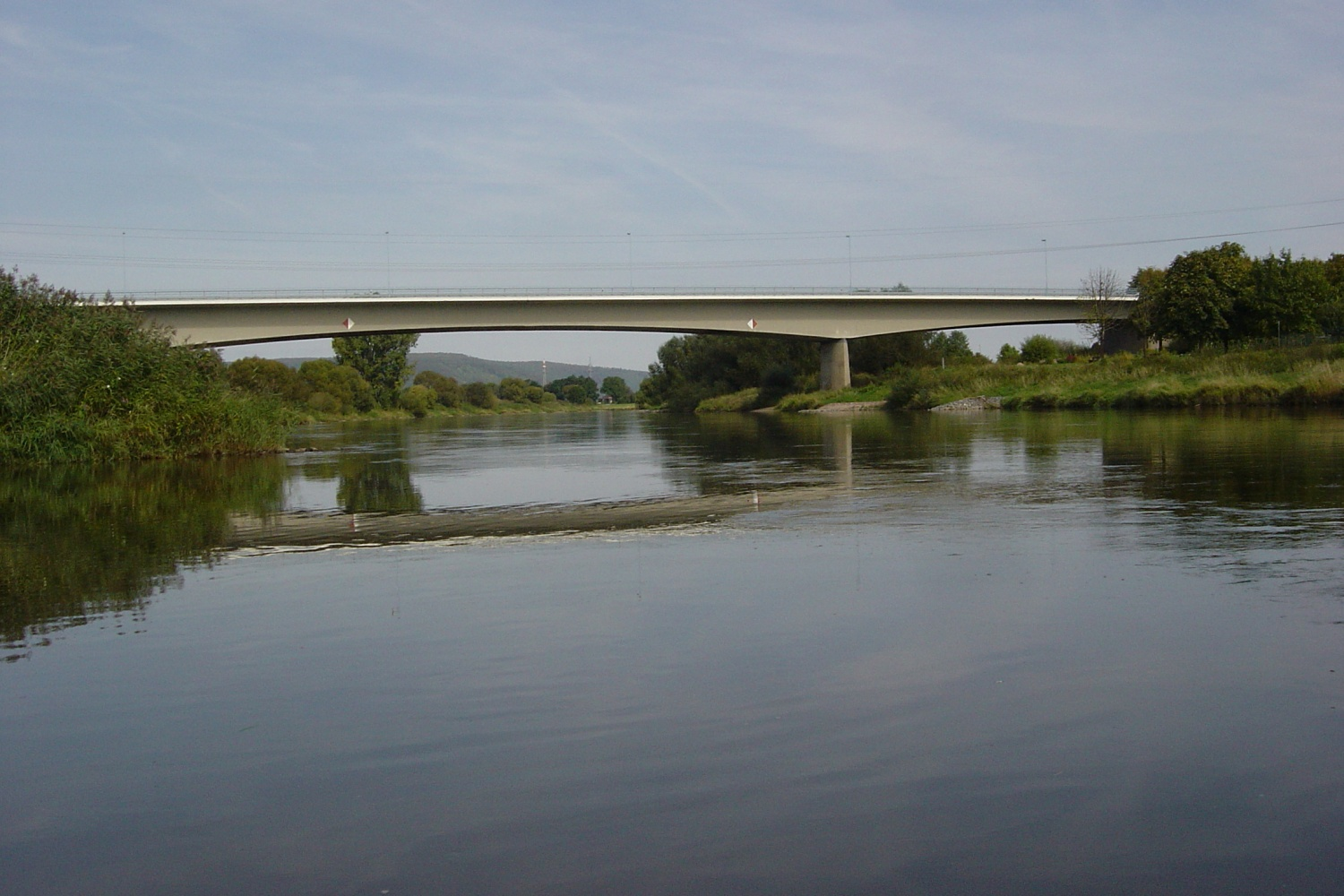
Seit 1977 bestehende Weserbrücke in Lüchtringen verbindet über die K46 Höxter und Holzminden-Süd

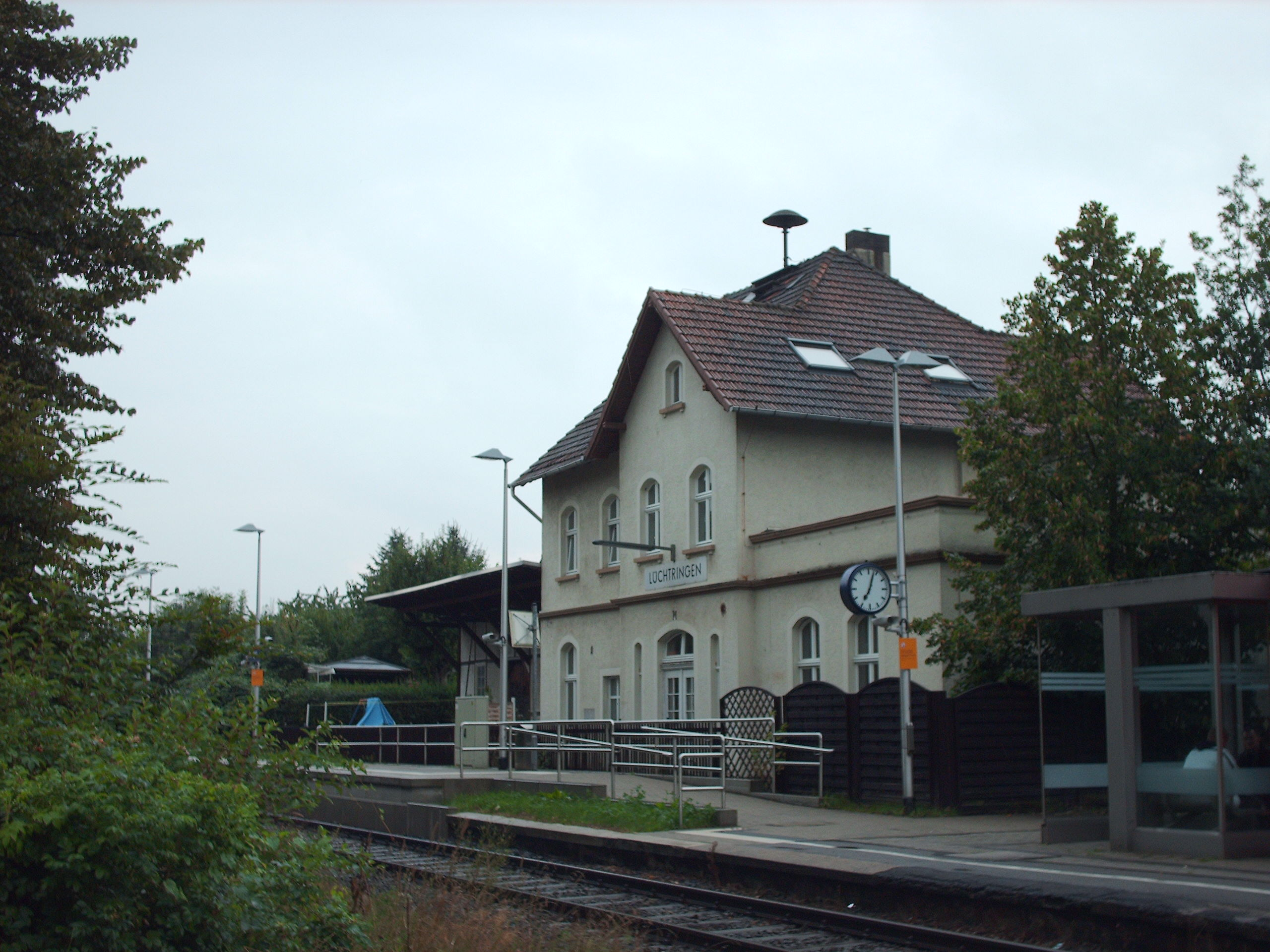
Bahnhaltepunkt (früherer Bahnhof) in Lüchtringen (2007)

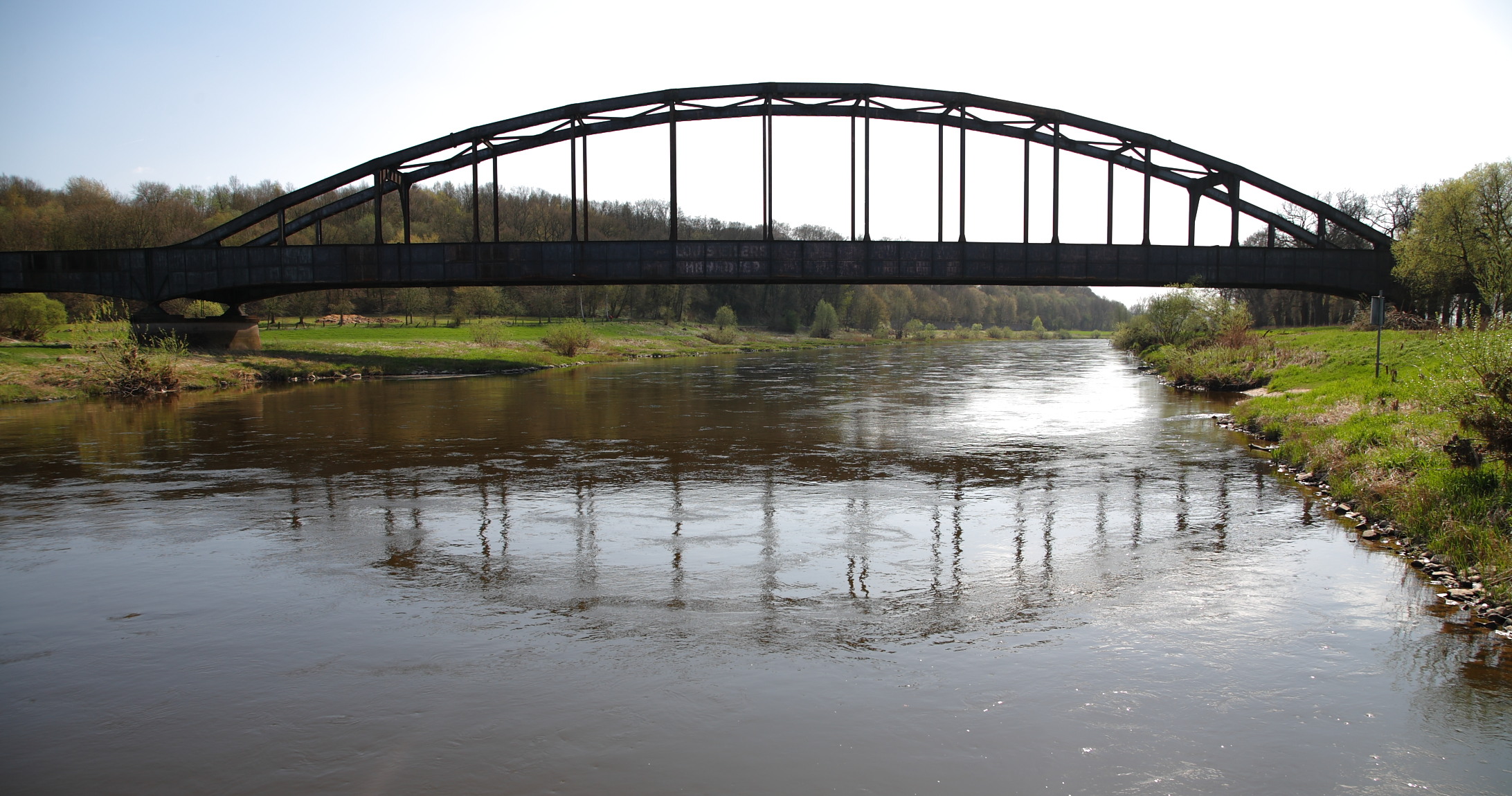
Eisenbahnbrücke zwischen Corvey und Lüchtringen

Lüchtringen liegt nahe der Bundesstraße 64/83 und ist über die Kreisstraße 46 und der Weserbrücke zu erreichen. Über zwei Auffahrten (Heuweg, Allenbergstrasse) ist östlich des Ortes auf niedersächsischem Gebiet die Landesstraße 550 erreichbar.
Der Haltepunkt Lüchtringen an der Bahnstrecke Altenbeken–Kreiensen wird im Stundentakt von der „Egge-Bahn“ Paderborn–Ottbergen–Holzminden (-Kreiensen) bedient. Durchgeführt wird der Schienenpersonennahverkehr von der NordWestBahn, die Bombardier-Talent-Triebwagen einsetzt.
Lüchtringen liegt außerdem an der seit dem 31. Mai 1992 stillgelegten und danach abgebauten Bahnstrecke Holzminden–Scherfede. Hier befand sich bis zur Einstellung des Personenzugverkehrs am 2. Juni 1984 der Haltepunkt Lüchtringen-Steinkrug.
Entlang des Weserufers führt auch der Weserradweg, ein überregionaler Radwanderweg.

## Wirtschaft

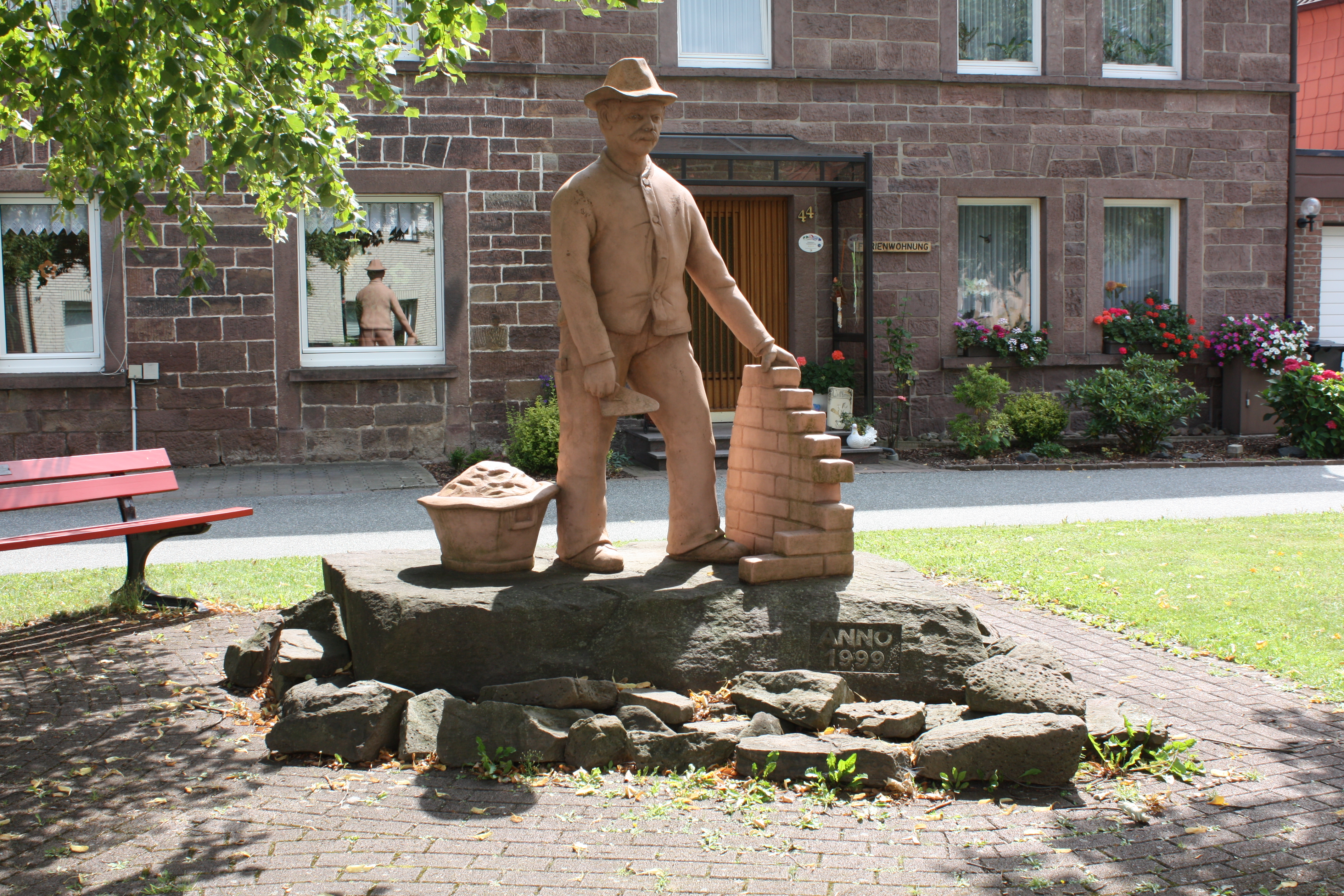
Maurerdenkmal (eingeweiht 1999)

Geprägt ist der Ort durch die Landwirtschaft und Einzelhandelsbetriebe und galt früher lange Zeit als „Maurerdorf“, da viele Bürger im Bauhandwerk tätig waren und dabei bei Bauunternehmen im gesamten Bundesgebiet eingesetzt wurden. Vor Ort gab es früher ebenfalls einige Baufirmen (u. a. WKM Hochbau, MSB Massiv-System-Bau GmbH – Karl J. Beverungen) sowie mit der Firma Heine ein Heizöllieferant, Baustoffbetrieb und Containerdienst, der Anfang der 1990er Jahre nach Holzminden umzog. Viele Arbeitnehmer sind auch bei den angrenzenden Unternehmen in den Kreisstädten Höxter und Holzminden beschäftigt. Neben einigen Einzelhandelsbetrieben gibt es noch einige Landwirtschaftsbetriebe.
1963 gründete Walter Zenker die „Walter Zenker KG“ und auf vormals 1957 errichteten Gelände der ehemaligen Fabrik „WoSch“ des Unternehmers Wolfram Schumacher wurde in der Augustastraße ein Werk errichtet und die Produktion von Fertighäusern aufgenommen. 1988 wurde das Werk der Zenker-Hausbau GmbH in Lüchtringen geschlossen und 1990 erfolgte die Übernahme des Geländes durch die Weser-Fenster Lange GmbH aus Vahlbruch.
1972 gründete Walter Zenker auch das Unternehmen „Zenker-Plastic“, das kurz danach in „Zenker-Fenster“ umfirmierte. Mit der Insolvenz des in der Braunschweiger Straße ansässigen Unternehmens „Zenker-Fenster“ 1998, übernahm die „H&N Fenster Systemtechnik GmbH“ die Einrichtungen und zog im Herbst 2009 in den Wirtschaftspark Höxter zwischen Albaxen und Stahle. 2008 erwirtschaftete das Unternehmen einen Umsatz von 1,8 Millionen Euro. Heute gehört das Firmengelände als Werk 2 zur Laabs GmbH aus Holzminden.
Seit 2005 ist die weser kunststofftechnik GmbH & Co. KG im ehemaligen Zenker-Fenster Werk ansässig. Das PVC-Recycling-Unternehmen erwirtschaftet mit 30 Mitarbeitern einen Umsatz von EUR 7 Millionen (2013).
Das 1985 von Jens Gronemeyer gegründete IT-Unternehmen Gronemeyer GmbH hatte von 1997 bis 2007 ihren Sitz in Lüchtringen und zog später in das Gewerbegebiet Lüre bei Höxter.
Der seit 1987 in Höxter bestehende und ansässige Lieferant für textile Werbeartikel, die MAPROM GmbH, unterhält seit 2009 in Lüchtringen ein Pickinglager und ein Warenannahmelager.

## Sehenswürdigkeiten

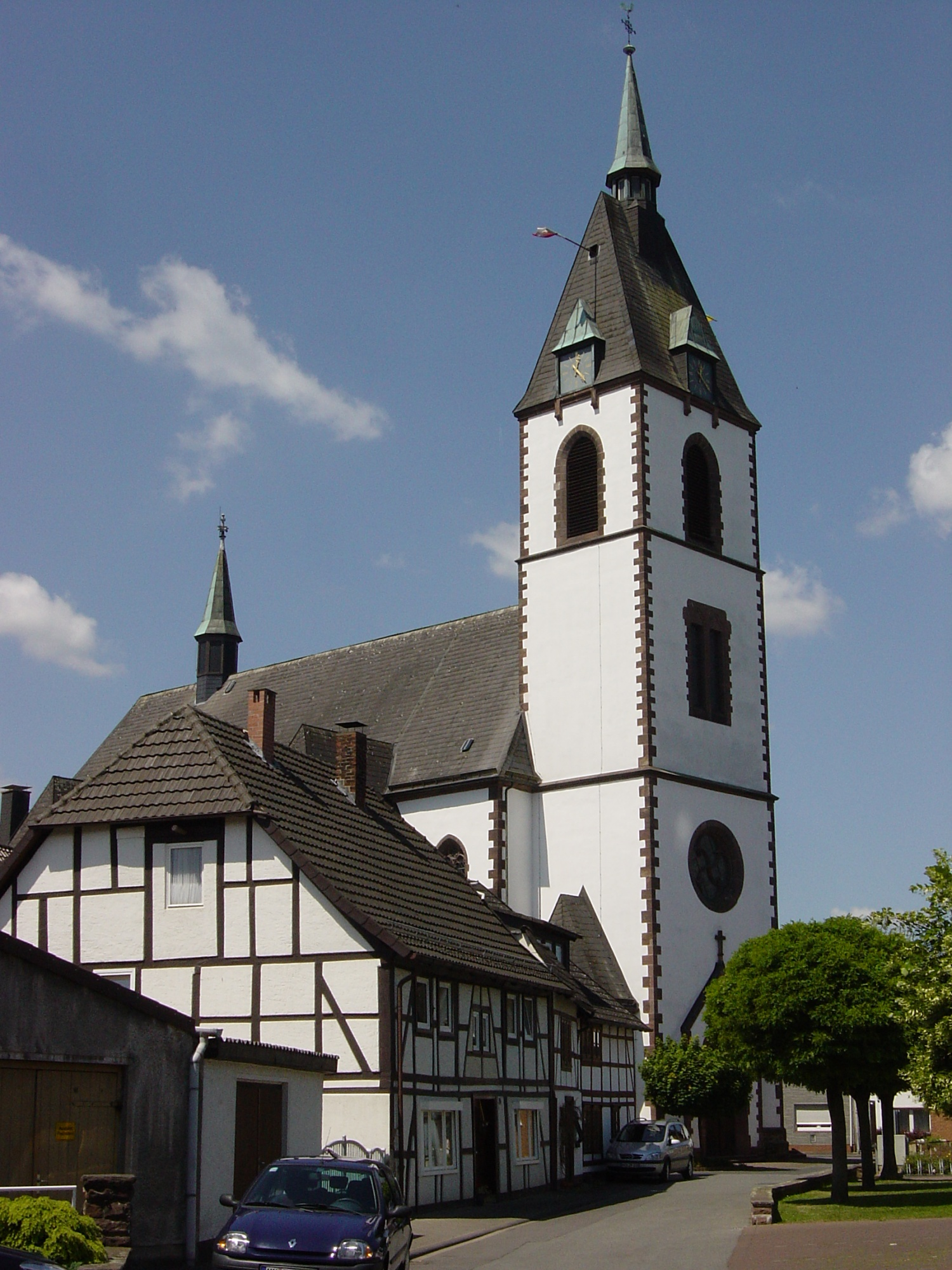
Die St.-Johannes-Baptist-Kirche

Als Wahrzeichen von Lüchtringen gilt die im neugotischen Stil erbaute katholische Pfarrkirche St. Johannes Baptist, die aufgrund ihrer großzügigen Gestaltung auch als „Weserdom“ bezeichnet wird. Nachdem im Jahre 1901 die barocke Kirche vom Blitz getroffen und vollständig zerstört worden war, entstand an derselben Stelle die heutige Kirche, welche in den Jahren 2011/2012 renoviert wurde und dabei die Deckenbemalung neu gestaltet. Außerdem gibt es im Ort einige Fachwerkhäuser und Kapellen.
Oberhalb von Lüchtringen laden Wanderwege im Naturpark Solling-Vogler zum Walken, Joggen und Spazierengehen ein.

## Persönlichkeiten
- Venâncio Willeke (Hermann Willeke), * 28. Mai 1906 in Lüchtringen; † 1. April 1978 in Olinda, Brasilien, Franziskaner (OFM), Missionar in Brasilien und Autor
- Wilhelm Stüwer, * 25. März 1908 in Lüchtringen; † 30. Mai 1982 in Düsseldorf, Staatsarchivdirektor und Autor mehrerer Geschichtsbücher
- Karl Heinrich Reilmann, * 16. September 1918; † 1. Juni 1994 in Huntsville, Alabama, USA, Versuchs-Ingenieur für Raketentriebwerke (deutsche V2, US-amerikanische PGM-19 Jupiter, H-1)[12]
- Peter Clemens Otte, * 1949 in Lüchtringen, Künstler und Architekt
- Franz Fromme, Autor und Heimatforscher
- Pater Dr. Gandulf Korte, * 28. April 1897 in Lüchtringen; † 4. November 1944 in Bochum, Franziskaner (OFM), Widerstand gegen Nationalsozialismus

## Trivia
Seit 1967 gibt es die berühmte „Pinsel's Bank“ am Radweg im Weserbogen von Lüchtringen, die durch den Malermeister Bernhard Krekeler entstand. Sie ist seitdem Treffpunkt für Wanderer, Radfahrer und Angler.